# Belegering van Asselt

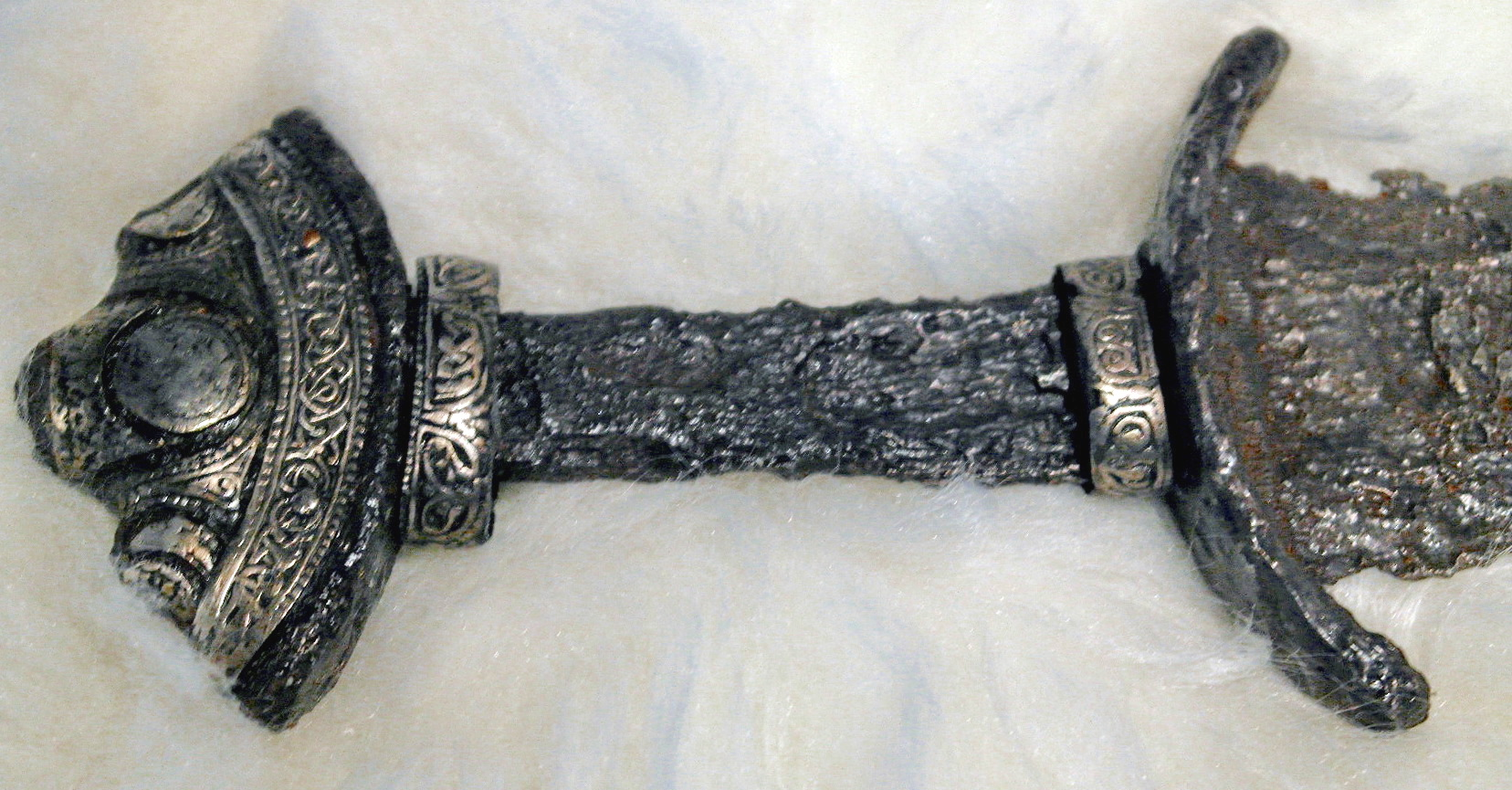
Bewerkt heft van Vikingenzwaard, afkomstig uit het vlak bij Asselt gelegen Wessem (Centre Céramique, Maastricht)

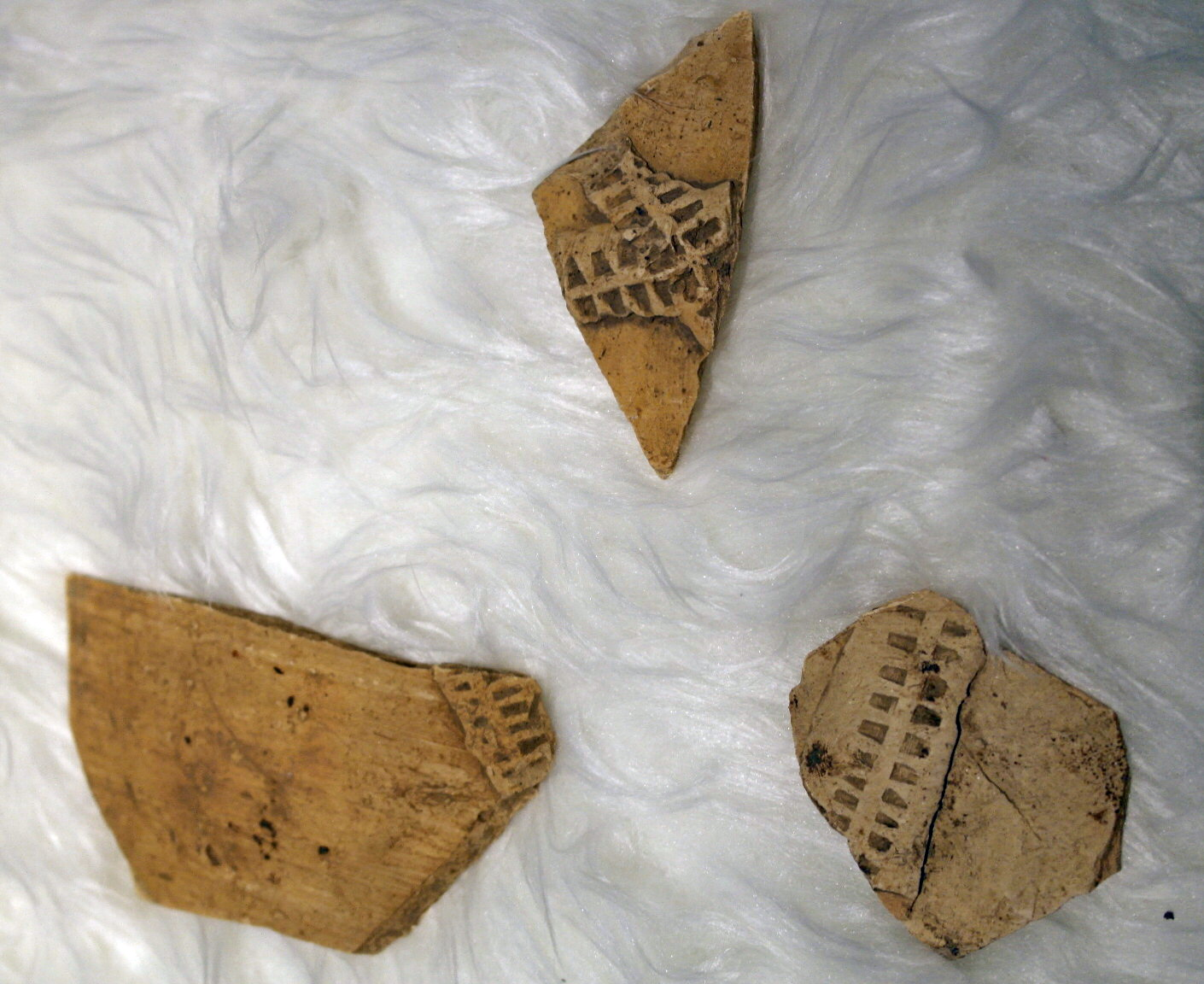
Scherven van reliëfbandamforen (9e-10e eeuw) gevonden te Asselt, collectie LGOG

Het Beleg van Asselt was een Frankische belegering in het jaar 882 van een enige jaren in gebruik zijnd,  groot Viking-kamp in de buurt van het tegenwoordig in Midden-Limburg gelegen Asselt in de Maasvallei.
Hoewel de Vikingen niet gewapenderhand werden gedwongen om hun kamp op te geven, werden zij door de Frankische overmacht wel gedwongen om onderhandelingen te beginnen. Tijdens deze onderhandelingen werd hun leider, Godfried de Noorman, de hertog van Frisia, gedwongen zich tot het christendom te bekeren.
Onmiddellijk na begin mei 882 in Regensburg het koningschap van Oost-Francië op zich te hebben genomen, belegde Karel de Dikke, die toen reeds keizer was, een vergadering (eind mei 882) in Worms om een koers uit te stippelen tegen de Vikingen, die een kamp bij Asselt hadden opgeslagen. Een leger bestaande uit Franken, Alemannen, Bajuwaren (Beieren), Thuringers, Saksen en Lombarden werd samengesteld om naar het noorden te marcheren en de Vikingen te verdrijven. De Lombarden, Alemannen en Franken trokken langs de linkeroever van de Rijn naar het noorden, terwijl de Beieren langs de rechteroever optrokken om bij Andernach over te steken. De keizer verkoos de versregel: "Wat kan het mij schelen of ik win door geweld of door list?" als zijn strategie. Hij stuurde een strijdmacht van Beieren en Franken onder respectievelijk Arnulf van Karinthië en Hendrik van Babenberg vooruit om een verrassingsaanval op de naar hij hoopte nietsvermoedende Noormannen uit te voeren.
Volgens de bevooroordeelde vertelling van de Mainzer voortzetting van de Annales Fuldenses, stond het Vikingkamp op vallen toen de aartkanselier van het Oost-Frankische Rijk, Liutward van Vercelli, die zou zijn omgekocht door de Vikingen, de keizer ervan overtuigde om gezanten van Godfried te ontmoeten en om vrede te sluiten; er werden zelfs gijzelaars uitgewisseld. Godfried kreeg de gouw Kennemerland, die vroeger door Rorik werd geregeerd, toegekend als een vazal van Karel de Dikke. Karel sprak ook af om een Danegeld te betalen aan de Vikingleider Sigifrid, deels te betalen door gelden aan de kerken te onttrekken. De Mainzer voortzetting portretteerde het leger als zeer ontevreden met hun keizer. De Beierse voortzetting vermeldt daarentegen slechts dat de initiële hinderlaag werd gedwarsboomd door verraders en dat het daaropvolgende beleg - dat twaalf dagen zou hebben geduurd - moest worden afgebroken als gevolg van de verspreiding van ziekten als gevolg van rottende lijken en een zeer zware hagelbui. Godfried zwoer, volgens deze vertelling, eden waarin hij Karel beloofde zijn koninkrijk nooit meer te verwoesten. Ook aanvaardde hij dat hij zich tot het christendom diende te bekeren. Hij werd gedoopt waarbij Karel als zijn peetvader optrad. De Mainzer voortzetting had een bijzonder slechte opinie over Karel de Dikke, omdat haar beschermheer, aartsbisschop Liutbert van Mainz, de voormalige aartskanselier van Lodewijk de Duitser aan het hof werd vervangen door Liutward van Vercelli nadat Karel tot de nieuwe koning van het Oost-Frankische Rijk was benoemd. 
Nu de veldtocht was afgelopen keerde Karel terug naar Koblenz, waar hij zijn leger ontbond. Zijn reputatie als een zwakke en onbekwame heerser vloeit grotendeels voort uit deze campagne, hoewel zijn tijdgenoten deze onderneming in het algemeen niet als een mislukking zagen. Alleen de Mainzer voortzetting van de annalen van Fulda in dienst van aartsbisschop Liutbert van Mainz wekte die indruk.